# Uttigen
Uttigen é uma comuna da Suíça, no Cantão Berna, com cerca de 1.735 habitantes. Estende-se por uma área de 3,06 km², de densidade populacional de 567 hab/km². Confina com as seguintes comunas: Heimberg, Jaberg, Kienersrüti, Kiesen, Kirchdorf, Uetendorf.
A língua oficial nesta comuna é o Alemão.